# Janusz Chabior
Janusz Chabior (ur. 17 lutego 1963 w Legnicy) – polski aktor teatralny, telewizyjny i filmowy. Wielokrotnie nagradzany za rolę Wiktora w spektaklu Made in Poland Przemysława Wojcieszka w Teatrze im. Heleny Modrzejewskiej w Legnicy. Ekranizacja sztuki Made in Poland (2010) przyniosła mu Złote Lwy w Gdyni w 2010.

## Życiorys

### Wczesne lata
Urodził się i wychowywał w Legnicy. Uczęszczał do Technikum Samochodowego. Chciał też zostać marynarzem. W 1989 ukończył specjalizację teatralną w Państwowym Pomaturalnym Studium Kształcenia Animatorów Kultury i Bibliotekarzy „SKiBA” we Wrocławiu. Pracował w Hucie Miedzi „Legnica” i Galerii Sztuki Współczesnej BWA w Legnicy oraz był lokajem w hotelu w Londynie.

### Kariera
W 1991 zadebiutował na profesjonalnej scenie Centrum Sztuki – Teatru Dramatycznego w kabarecie Francuska sałatka, gdzie dostrzegł go Łukasz Pijewski, ówczesny dyrektor legnickiego teatru i zaangażował do głównej roli Łasicy w Teatrze weneckim Angela Beolca. W latach 1992–2006 był związany z Teatrem im. Heleny Modrzejewskiej w Legnicy. W 2000 zdał aktorski egzamin eksternistyczny. Współpracował z utalentowanymi reżyserami Jackiem Głombem, Krzysztofem Kopką i Przemysławem Wojcieszkiem. Próbował też swoich prób jako scenarzysta teatralny (Plumpa czyś ty zwariowała?!) i reżyser (Wznowienie, Titi i Nunu). W 2004, na III Festiwalu Prapremier, zdobył wyróżnienie za rolę Rufusa w spektaklu Szaweł. W 2005 za kreację Wiktora, alkoholika, nauczyciela i miłośnika poezji Broniewskiego, w sztuce Made in Poland Przemysława Wojcieszka, otrzymał wiele nagród teatralnych, w tym w 11. Ogólnopolskim Konkursie na wystawienie Polskiej Sztuki Współczesnej w Warszawie, na 45. Kaliskich Spotkaniach Teatralnych i IV Festiwalu Prapremier. W 2006 został aktorem Teatru Rozmaitości w Warszawie, gdzie pracował też jako reżyser, scenarzysta i asystent reżysera. 21 grudnia 2018 premierę miał spektakl Ucho prezesa czyli scheda, wystawiany w Teatrze 6. piętro, gdzie grał Antoniego.
W 1993 wziął udział w pierwszej części obliczonego na sześć odcinków cyklu Outsider Jana Jakuba Kolskiego, z którego ostatecznie powstał jedynie film Magneto. Znalazł się w obsadzie holenderskiego dramatu Mike’a van Diema Charakter (1997), obsypanego wieloma nagrodami na całym świecie, w tym Oscara dla najlepszego filmu nieanglojęzycznego. Waldemar Krzystek zaangażował go do roli porucznika Szczerby w przebojowej Małej Moskwie (2008). Zagrał potem w Helu (2009) Kingi Dębskiej, komedii sensacyjnej Ostatnia akcja (2009) Michała Rogalskiego, Świnkach (2009) Roberta Glińskiego, Kołysance (2010) Juliusza Machulskiego, Różyczce (2010) Jana Kidawy-Błońskiego, Ostatnim piętrze (2012) Tadeusza Króla, Hardkor Disko (2014) Krzysztofa Skoniecznego, Służb specjalnych (2014) Patryka Vegi i Wołyniu (2016) Wojciecha Smarzowskiego. Za rolę Wiktora w ekranizacji Made in Poland (2010) odebrał Złote Lwy w Gdyni.
Wystąpił gościnnie w serialach TVP, takich jak Lokatorzy (2000, 2003, 2005), Na dobre i na złe (2004), Egzamin z życia (2005) czy Pitbull (2005), oraz Polsatu - Adam i Ewa (2000–2001) i Świat według Kiepskich (1999–2005). W 2009 przyjął rolę Artura Jaśkiewicza, redaktora naczelnego pisma „Kraj” w telenoweli TVN Na Wspólnej, a w 2011 trafił do obsady serialu kryminalnego TVP1 Komisarz Alex w roli patologa Leona Bergera. Wystąpił jako Antoni w serialu Ucho Prezesa (2017–2019), a w 2025 roku trafił do obsady serialu obyczajowego TVP2 M jak miłość jako Fryderyk Wilczyński. 
W 2019 zagrał w siedmiu jednominutowych filmikach z serii A co gdyby?, reklamujących serwis OLX.

## Życie prywatne
Ze związku z dziennikarką Barbarą Chabior ma syna Nikodema (ur. 1988 we Wrocławiu). Był żonaty z aktorką Anitą Poddębniak, rozwiedli się w 2013. W 2019 zaręczył się z Agatą Wątróbską, aktorką i artystką kabaretową, a 20 czerwca 2020 wzięli ślub.

## Filmografia
- 1993: Magneto jako Władeczek
- 1993: Obcy musi fruwać jako polski skin w pociągu
- 1994: Polska śmierć
- 1997: Charakter
- 1998: Dom Pirków jako listonosz
- 1999–2005: Świat według Kiepskich jako Jankowski, przedstawiciel „Guinnessa” (odc. 4) / agent (odc. 45) / docent (odc. 54) / redaktor (odc. 67) / profesor (odc. 73) / Mieczysław Antychryst (odc. 113) / komornik Karol Grzmot (odc. 139) / Włodzimierz Nieczuły (odc. 199)
- 1999–2005: Lokatorzy jako Mieciu (odc. 8); Edzio (odc. 144); Czesiek Krupa (odc. 216)
- 2000: Nie ma zmiłuj
- 2000–2001: Adam i Ewa jako policjant przyjmujący zgłoszenie o zaginięciu Magdy
- 2001: Gulczas, a jak myślisz... jako detektyw Jakubowski
- 2001: Jutro będzie niebo jako policjant
- 2001: Reich jako człowiek „Wieśka”
- 2001: Wiedźmin jako zbir
- 2002: Wiedźmin jako jednooki zbir Falvicka (odc. 12)
- 2003: Królowa chmur jako uczestnik blokady
- 2003: Symetria jako oddziałowy
- 2003: Tak czy nie? jako Ireneusz Strzałkowski (odc. 5-8)
- 2003: Zaginiona jako Giczewski (odc. 3)
- 2004: Fala zbrodni jako brat zabitego (odc. 8)
- 2004: Na dobre i na złe jako Makry (odc. 178)
- 2004: Czwarta władza jako ochroniarz
- 2005: Przebacz jako Borek
- 2005: PitBull jako Ciągły
- 2005: Boża podszewka II jako żołnierz rosyjski (odc. 6)
- 2005: Dziki 2: Pojedynek jako Ernest „Hemingway” (odc. 2)
- 2005: Egzamin z życia jako Faraon (odc. 19)
- 2005: Jestem jako mężczyzna z promu
- 2005: Oda do radości jako rybak Rysiek (cz. 3)
- 2005: PitBull jako „Ciągły”
- 2006: Apetyt na miłość jako Rysiek, pracownik schroniska dla zwierząt
- 2006: Dublerzy (film)
- 2006: Dublerzy (serial telewizyjny)
- 2006: Fundacja jako ekspert
- 2006: Oficerowie jako Doenitz, były żołnierz Legii Cudzoziemskiej
- 2006: Magiczne drzewo jako pracownik sklepu obuwniczego (odc. 6)
- 2006: Fałszerze – powrót Sfory jako uczestnik spotkania AA (odc. 8)
- 2006–2007: Kopciuszek jako Maciej Furman
- 2007: Futro jako Wiktor Szymoniuk
- 2007: Kryminalni jako Ostry (odc. 80)
- 2007: Odwróceni jako Ryszard Nowak „Rysiek”
- 2007: Świadek koronny jako Ryszard Nowak „Rysiek”
- 2007: Wszystko będzie dobrze jako lekarz
- 2007: Środa, czwartek rano jako „Pała”
- 2007: Sąsiedzi jako gospodarz restauracji pod Dębami (odc. 129)
- 2008: I kto tu rządzi? (odc. 40)
- 2008: Czas honoru jako chłop Mielczarek (odc. 8 i 9)
- 2008: Hotel pod żyrafą i nosorożcem jako producent filmowy (odc. 11)
- 2008: Londyńczycy jako Jacek „Doktor”
- 2008: Mała Moskwa jako porucznik Szczerba
- 2008: Mała Moskwa jako porucznik Szczerba (odc. 1 i 4)
- 2009: Naznaczony jako pacjent „Pułkownik” (odc. 2 i 5)
- 2009: Ostatnia akcja jako Matulak
- 2009: Świnki jako pan Andrzej, handlarz opon
- 2009: Na Wspólnej jako naczelny
- 2009: Zero jako recepcjonista
- 2009–2017: Ojciec Mateusz jako Lenar (odc. 17); Kolarczyk (odc. 97); Marian (odc. 217)
- 2009: Hel jako pacjent Malec
- 2009: Lunatycy jako mężczyzna na ulicy
- 2009: Dekalog 89+ (cz. 3)
- 2010: Erratum jako syn Antoniego Michalaka
- 2010: Kołysanka jako dziadek Makarewicz
- 2010: Made in Poland jako Wiktor
- 2010: Matka Teresa od kotów jako Jacek
- 2010: Powiedz prawdę, przecież cię nie biję jako ojciec
- 2010: Różyczka jako mężczyzna w restauracji
- 2010: Robert Mitchum nie żyje jako recepcjonista
- 2010: Usta usta jako Szymon Bogusz (odc. 19)
- 2010: Nowa jako Radosław Sieradz (odc. 10)
- 2011: Trzy siostry T jako Stach, mąż Sabiny
- 2011: Proste pragnienia
- 2011: Ki jako taksówkarz
- 2011: Instynkt jako dozorca Karlik (odc. 9)
- 2011: Daas jako Łabędzki
- 2011–2012: Szpilki na Giewoncie jako ojciec Konstanty
- od 2011: Komisarz Alex jako patolog Leon Berger
- 2012: W sypialni jako kupiec
- 2012: Hans Kloss. Stawka większa niż śmierć jako kapitan Socha
- 2012: Paradoks jako komisarz Marian Walendziak (odc. 12 i 13)
- 2013: Lekarze jako Zygmunt (odc. 14)
- 2013: Warszawskie historie
- 2013: Ostatnie piętro jako Derczyński
- 2013: Drogówka jako Jasiu
- 2013: Chce się żyć jako „Łysy”
- 2014: Służby specjalne jako pułkownik Marian Bońka
- 2014: Hardkor Disko jako ojciec
- 2014–2015: Kampen for tilværelsen jako Bartosz Molik
- 2015: Słaba płeć? jako weterynarz
- 2015: Disco polo jako Witek
- 2016: Wołyń jako ksiądz Józef
- 2016: Pakt jako Robert Lejman
- 2016: Na granicy jako Dzidek
- 2017: Wyklęty jako minister Bezpieczeństwa Publicznego
- 2017: Gwiazdy jako handlarz w Rio de Janeiro
- 2017: Druga szansa jako Marek Szczepański „Dziadek”, ojciec Justyny
- 2017: Botoks jako ordynator Adam
- 2017: Gotowi na wszystko. Exterminator jako Misiek Malicki
- 2017: PolandJa jako Kloszard
- 2018: Narzeczony na niby jako ojciec Kariny i Basi
- 2018: Kobiety mafii jako Adam
- 2018: Botoks jako ordynator Adam (odcinki: 4-6)
- 2018: Pod powierzchnią jako ojciec Janka
- 2018: Ślepnąc od świateł jako Władek „Stryj”
- 2019: Ja teraz kłamię jako Chudy
- 2019: Underdog jako trener Kosy
- 2019: Odwróceni. Ojcowie i córki jako Ryszard Nowak „Rysiek”
- 2019: Polityka jako Alojzy (postać wzorowana na Antonim Macierewiczu)
- 2019: Jak zostałem gangsterem. Historia prawdziwa jako Magi
- 2020: Listy do M. 4 jako Lucek
- 2021: Bartkowiak jako Ireneusz Parzych
- 2021: Furioza jako Polański
- 2022: Mental jako ordynator Kern
- 2022: Jak pokochałam gangstera
- 2022: Listy do M. 5 jako Lucek
- 2024: Sami swoi. Początek jako Wincenty Kargul
- od 2025: M jak miłość jako Fryderyk Wilczyński (od odc. 1870)

## Dubbing
- 2010: Muminki w pogoni za kometą jako Włóczykij
- 2010: Tulisie. Przygoda w słonecznej krainie jako Król
- 2012: Let It Shine
- 2013: Iron Man 3 jako Savin

## Role teatralne
- 2000: Ballada o Zakaczawiu, reż. Jacek Głomb, Teatr im. Heleny Modrzejewskiej w Legnicy
- 2002: Obywatel M – historyja, reż. Jacek Głomb, Teatr im. Heleny Modrzejewskiej w Legnicy
- 2004: Made In Poland, reż. Przemysław Wojcieszek, Teatr im. Heleny Modrzejewskiej w Legnicy
- 2004: Portowa opowieść, reż. Paweł Kamza, Teatr im. Heleny Modrzejewskiej w Legnicy
- 2004: Szaweł, reż. Jacek Głomb, Teatr im. Heleny Modrzejewskiej w Legnicy
- 2004: Tlen, Iwan Wyrypajew, reż. Aleksandra Konieczna, Teatr Rozmaitości w Warszawie (w obsadzie od 2007 roku)
- 2005: Cokolwiek się zdarzy, kocham cię, reż. Przemysław Wojcieszek, Teatr Rozmaitości w Warszawie (w obsadzie od 2006 roku)
- 2006: Dwoje biednych Rumunów mówiących po polsku, reż. Przemysław Wojcieszek, Teatr Rozmaitości w Warszawie
- 2006: Operacja „Dunaj”, reż. Jacek Głomb, Teatr im. Heleny Modrzejewskiej w Legnicy
- 2006: Weź, przestań, reż. Jan Klata, Teatr Rozmaitości w Warszawie
- 2007: Szewcy u bram, reż. Jan Klata, Teatr Rozmaitości w Warszawie
- 2009: Moralność pani Dulskiej, czyli w poszukiwaniu zagubionego czakramu, reż. Bartosz Szydłowski, Teatr Łaźnia Nowa
- 2010: „Sprzedawcy Gumek” reż Artur Tyszkiewicz, Teatr Imka
- 2010: Oczarowanie, reż. Marek Fiedor, Teatr Studio
- 2011: Generał, reż. Aleksandra Popławska i Marek Kalita, Teatr Imka
- 2020: "ART" reż. Eugeniusz Korin, Teatr 6 piętro

## Teledyski
| Rok  | Tytuł                            | Wykonawca              | Reżyser                                     |
| ---- | -------------------------------- | ---------------------- | ------------------------------------------- |
| 2010 | „Krzyżówka dnia”                 | Monika Brodka          | Krzysztof Skonieczny                        |
| 2010 | „Magnes”                         | Pogodno                | Krzysztof Skonieczny                        |
| 2011 | „Nomada”                         | Katarzyna Nosowska     | Krzysztof Skonieczny                        |
| 2011 | „Komedia”                        | Muzykoterapia          | Krzysztof Skonieczny                        |
| 2011 | „Nie ma cwaniaka na warszawiaka” | Projekt Warszawiak     | Krzysztof Skonieczny i Marcin Starzecki     |
| 2011 | „Ukryte”                         | Myslovitz              | Krzysztof Skonieczny i Marcin Starzecki     |
| 2012 | „Defto”                          | Jamal                  | Krzysztof Skonieczny                        |
| 2012 | „Mogliśmy wszystko”              | donGURALesko           | Krzysztof Skonieczny                        |
| 2014 | „Chleb”                          | Mister D. & Anja Rubik | Krzysztof Skonieczny                        |
| 2020 | „SzubienicaPestycydyBroń”        | Quebonafide            | Mateusz Białęcki i Kamil “Tarniu” Tarnowski |
| 2023 | „MOONWALK”                       | Fonos                  | Edward Grygianiec                           |
| 2023 | „Cichy szał”                     | Antoni Roker           | Maciej Motylewski                           |

## Osiągnięcia
- 1995: Nagroda – „Platynowy Iglak”
- 2004: Wyróżnienie za rolę Rufusa w przedstawieniu „Szaweł” na III Festiwalu Prapremier w Bydgoszczy
- 2005: Nagroda główna za rolę Wiktora w „Made in Poland” na V Festiwalu Dramaturgii Współczesnej „Rzeczywistość Przedstawiona” w Zabrzu
- 2005: Nagroda aktorska za Wiktora w „Made in Poland” na IV Festiwalu Prapremier w Bydgoszczy
- 2005: Nagroda – Złota Iglica za rolę Wiktora w „Made in Poland”
- 2005: Nagroda za rolę Wiktora w przedstawieniu „Made in Poland” na XI Ogólnopolskim Konkursie Na Wystawienie Sztuki Współczesnej w Warszawie
- 2005: Nagroda za rolę Wiktora w przedstawieniu „Made in Poland” Przemysława Wojcieszka na XLV Festiwalu Sztuki Aktorskiej w Kaliszu

## Nagrody
- Nagroda na FPFF w Gdyni Najlepsza drugoplanowa rola męska: 2010: Made in Poland